# 공주 무령왕릉과 왕릉원
공주 무령왕릉과 왕릉원은 대한민국 충청남도 공주시 웅진동에 위치한 백제의 왕릉들로 추정되는 고분들로 현재 1, 2, 3, 4, 5, 6, 7호 분이 복원이 되어 있다. 이 중 7호분은 무령왕릉으로 더 널리 알려져 있다. 
2015년 7월 4일 독일 본에서 열린 제39차 유네스코 세계유산위원회(WHC)에서 백제역사유적지구(총 8개의 유적지들 중 공주지역에 2곳(공산성, 송산리 고분군), 부여 4곳(관북리 유적 및 부소산성, 능산리 고분군, 정림사지, 부여 나성)가 세계 유산 등재 심사를 최종 통과했다. 
무령왕릉이 위치한 송산리 서쪽 묘역은 무령왕(사마왕) 이후 계열, 그리고 1~4호분이 위치한 묘역은 문주왕–삼근왕 계열로 나뉘어졌을 가능성이 추정된다. 이는 곤지의 아들인 무령왕과, 개로왕의 직계인 문주·삼근왕 사이에 혈통 분리가 존재했음을 시사하는 배치로 해석된다.

## 이름
일제강점기에 가루베 지온은 공주 고분군이라는 이름으로 보고했고, 후에 조선총독부박물관에서 1935년 10월 27일에 공주 송산리 고분군이라는 이름으로 고적 지정했다.
광복 이후 1963년 1월에 같은 이름으로 사적 13호로 지정되었다. 2021년 9월 17일에 피장자들이 왕과 왕족임을 분명히 하고 인근의 염창리 고분군, 능안골 고분군 등과 차별성을 두기 위하여 현재의 이름으로 바뀌었다.

## 1 ~ 4호분

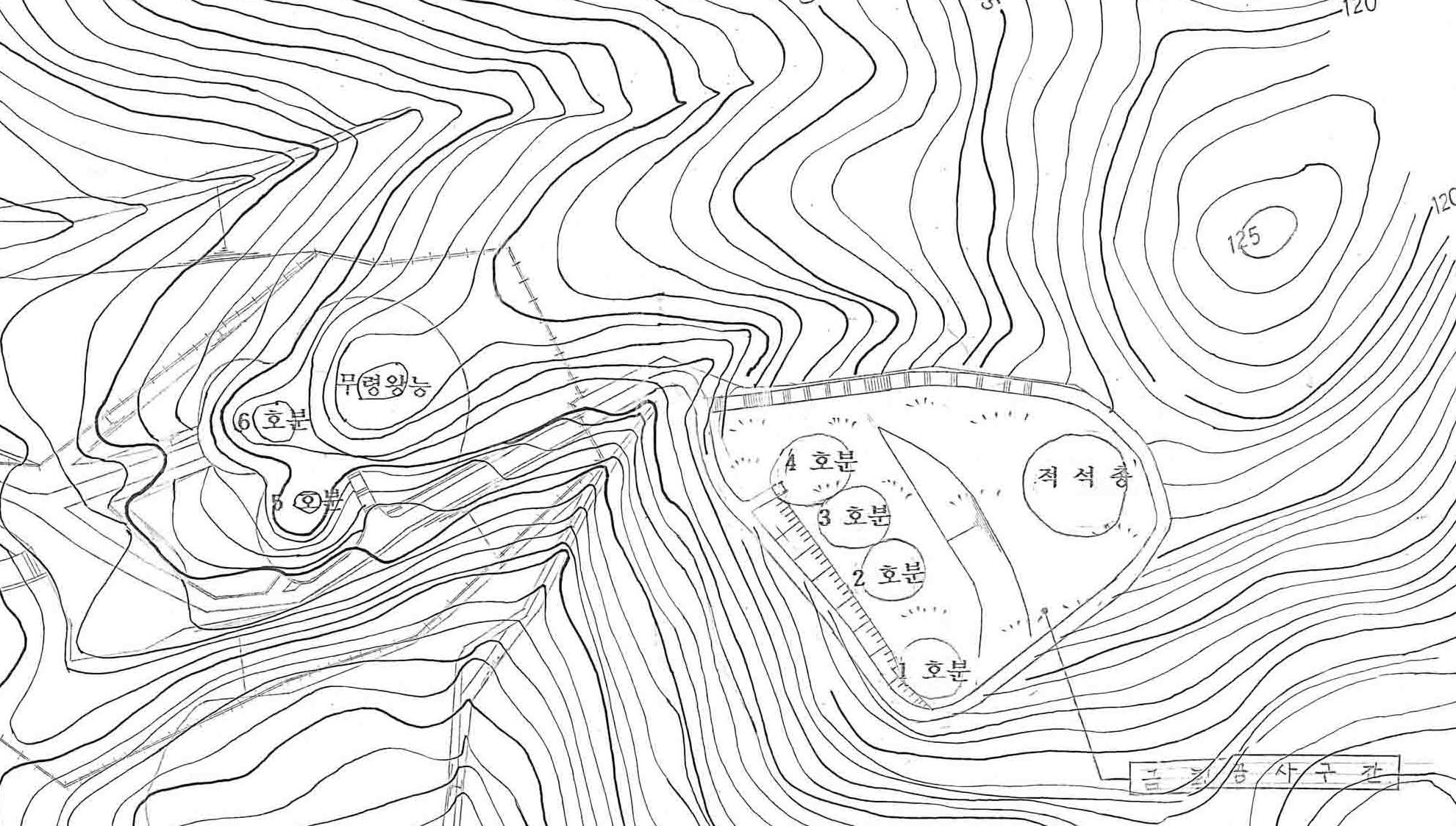
공주 무령왕릉과 왕릉원 무덤 배치도

공주 송산리 1호분(公州 宋山里 一號墳)은 충청남도 공주시 금성동 송산리에 있는, 백제 중기에 만들어진 대표적인 석실분이다. 1~4호분은 무령왕릉에서 약 1km 떨어진 독립된 구릉 위에 위치하며, 서로 인접하게 열지어 배치되어 있다. 특히 1호분과 2호분은 구조와 규모 면에서 중심성이 뚜렷하다.
남쪽으로 면한 구릉의 사면(斜面)을 파고, 직사각형 묘실을 활석으로 쌓고 벽면에 회칠을 했는데 천장은 안으로 좁혀든(內傾) 네 벽 위에 얹은 한 개의 돌로 이루어졌고, 배수구(排水構)가 연문에서 시작하여 연도의 중앙을 지나 밖으로 뽑아지고 있다. 벽면에 휘장을 쳤을 것으로 여겨지는 못이 박혀 있는데 이러한 예는 함안(咸安)의 가야시대(伽倻時代) 고분에서도 볼 수 있어 서로 교류가 이루어졌을 가능성을 암시한다. 또 전체적인 가구나 형식이 고구려의 분묘와 흡사하여 이러한 유의 고분형식이 고구려에서 시작하여 남전(南傳)했을 것이라는 추측이 가능하다.
일제강점기 공주 고등보통학교 교사였던 가루베지온이 1927년 3월에 처음 확인한 것을 조선총독부 박물관에 보고했고, 같은 해 10월에 발굴조사가 이루어졌다. 조사 당시 동서방향으로 5기의 고분이 자리하고 있었다. 현재는 4기만 복원되어 있다. 벽돌로 쌓은 묘실은 가로 세로의 크기가 거의 같은 정사각형의 형태이며, 남벽의 우측에 묘실로 들어가는 통로인 널길이 달려있다. 벽면과 천장에는 백회를 발랐으며, 바닥에는 자갈을 깔았다. 조사 당시에 금제와 은제, 그리고 금동제의 유물이 출토되었다.
2023년부터 국립부여문화유산연구소는 공주 송산리 고분군 내 무령왕릉 외에 위치한 1호분부터 4호분에 대한 정밀 발굴 조사를 실시하였다. 이 조사는 일제강점기 조사 이후 50여 년 만에 이루어진 본격적인 재조사로, 무령왕릉 외의 웅진기 백제 왕릉의 실체를 규명하려는 시도였다.

### 1호분
1호분은 구릉 북단의 제사 시설(방단 적석유구) 바로 아래에 위치한다. 조성 순서상 가장 먼저 만들어진 것으로 추정된다. 방단 유구는 개로왕의 왕묘를 대신하여 세워진 제사적 구조로도 해석되는데, 1호분은 이와 축선을 같이 하고 있기 때문에 개로왕의 아들인 문주왕의 능으로 추정되고 있다.

### 2호분
2025년에 2호분에 대한 대대적인 발굴이 이루어졌다. 2호분에서 출토된 금 귀걸이와 함께 나온 어금니 2점에 대한 법의학 분석 결과, 어금니의 주인은 10대 중후반인 것으로 밝혀졌다. 따라서 삼국사기의 기록에 따라 “13세에 즉위하여 15세에 사망한” 삼근왕의 생애와 부합한다는 평가가 이루어졌다. 삼근왕은 웅진기 초기 왕인 개로왕(21대)의 직계 후손 중 유일한 10대 왕이다. 이와 함께, 1~4호분에 묻힌 인물들은 개로왕의 직계인 문주왕(22대, 웅진 천도)과 삼근왕을 비롯하여 혈연관계에 있는 왕족들로 추정하기도 하였다.
청색의 유리옥이 달린 정교한 금 귀걸이가 출토되었는데, 백제 초창기인 한성백제의 귀걸이와 웅진 후반기(무령왕릉)의 왕비 귀걸이의 중간 형태로 보임에 따라, 2호분에 묻힌 왕은 웅진 초기에 재위한 사실과 함께 당시에도 백제 왕실은 이미 높은 수준의 금세공기술을 유지하고 있었다고 추정되었다. 출토된 유리옥들은 태국 등 동남아시아 광산의 원료 조성 성분과 일치하는 것으로 분석되었다. 이로 인해 웅진기에도 백제는 중국뿐 아니라 가야 및 일본, 동남아시아와의 교역망을 유지하며 대외 외교 활동을 지속했음을 보여주는 고고학적 근거로 평가되었다. 특히 문영왕이 양나라와의 외교를 통해 체제 정비에 나섰다는 사료기록과도 맞물리며, 웅진기가 단순한 혼란기가 아니라 국제교류의 전환기였음을 시사한다.
금 귀걸이와 함께 발견된 반지는 은에 줄무늬를 새기고 금을 도금했다. 재질은 다르지만 비슷한 형태의 반지는 경주 황남대총 북분에서도 출토된 바 있어서 웅진 초기 백제와 신라의 관계를 보여주는 자료로 해석된다.
또한, 철에 은을 씌워 장식한 칼 손잡이의 오각형 고리 장식은 앞서 나주와 논산에서도 발견된 바 있어 당시 백제가 지방 수장층에게 하사한 것으로 해석할 수 있다.

### 3호분
3호분과 4호분은 상대적으로 규모가 작고 장신구의 양식과 출토 유물이 제한적이어서 피장자를 특정하기 어렵다. 학계에서는 이들 무덤을 문주왕·삼근왕과 같은 묘역에 속한 왕실 직계 가족묘 또는 귀족층 무덤으로 추정하고 있다. 묘실의 규모는 길 이 337cm, 너비 275cm이고 묘실바닥에서 천정의 최고 높이는 260cm이다.

### 4호분
묘실의 평면은 동서가 약간 길지만 거의 정방형의 형태로, 남북의 길이는 345cm이고 동서의 너비는 350cm, 묘실 중앙에서의 높이는 280㎝인데 현재 으로 생각되는 곳에서 묘실의 바닥까지의 깊이는 373㎝이다.

## 5호분

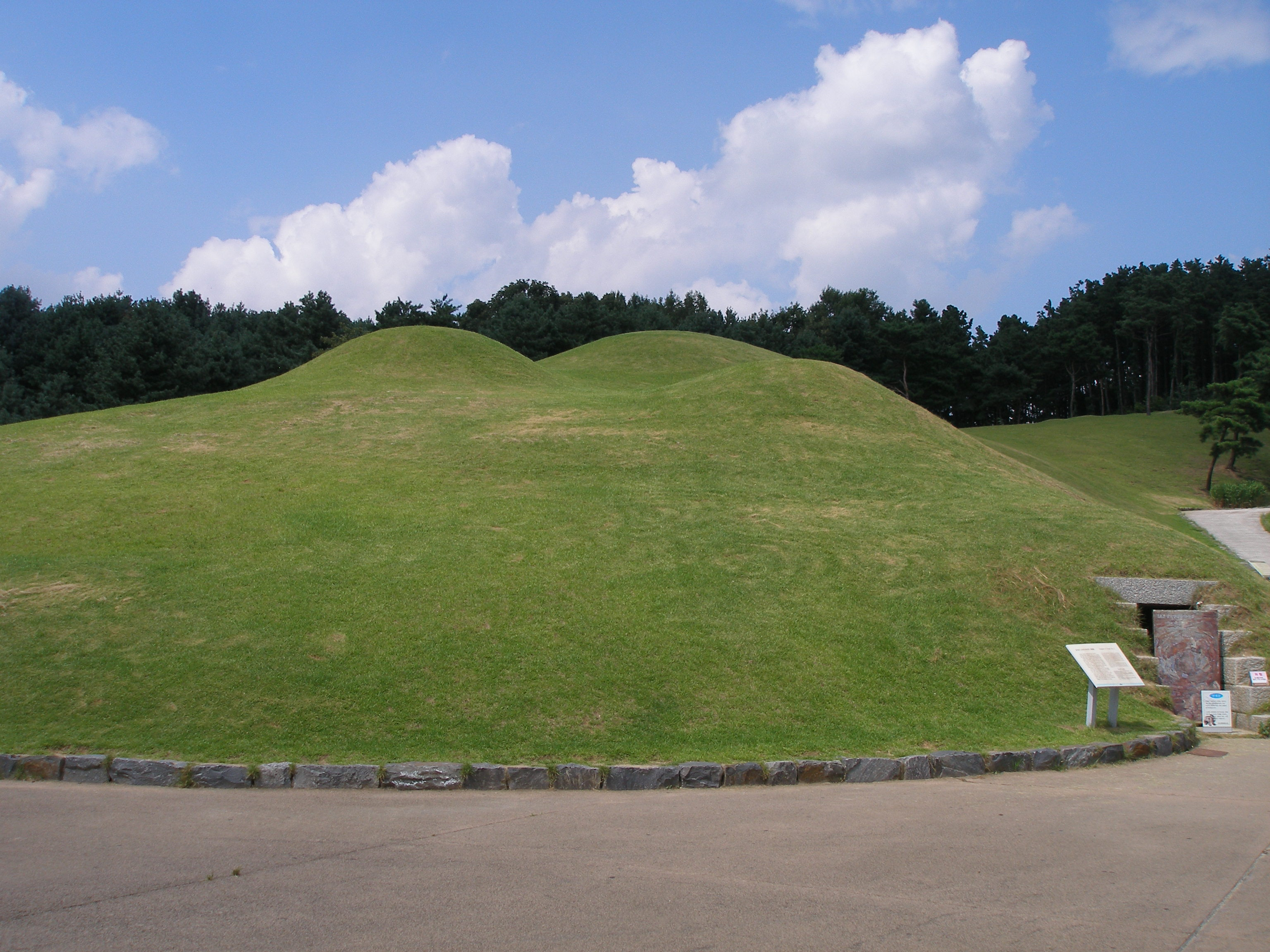
5,6호분과 무령왕릉

5호분은 1932년 우연히 발견되어 조사되었는데, 1~4호분과 마찬가지로 굴식 돌방무덤이다. 130cm 높이까지 벽면을 수직으로 쌓고, 그 위는 안으로 기울어지게 쌓아 천정이 돔 형태가 되도록 하였다. 바닥에는 목관을 올려 놓는 관대 2개가 나란히 놓여 있었다. 조사 전에 도굴되어 토기 1점과 약간의 장신구, 그리고 관못 등이 남아 있었다. 백제의 왕이나 왕족의 무덤으로 추정된다.

## 6호분
6호분은 무령왕릉과 함께 중국 남조의 영향을 받은 무덤으로 굴식 벽돌무덤이다. 무덤의 내부에는 벽화가 있다. 공주고보(현재의 공주고) 한문교사로 재직한 일본인 가루베 지온(輕部慈恩)이 무단도굴하였다.
6호분은 일제 강점기였던 1932년에 처음 조사가 이루어졌으며, 이후 1971년 무령왕릉 발굴과 함께 비교 연구의 중심 대상이 되었다. 초창기에는 주인을 알 수 없는 고분으로 분류되었으나, 구조적 안정성과 기술적 완성도로 인해 왕실 관련 인물의 묘일 가능성이 제기되어 왔다. 최근에는 6호분이 무령왕의 가족 구성원, 특히 순타태자의 묘일 가능성이 제기되고 있다.

## 7호분
무령왕릉(武寧王陵)은 공주 송산리 고분군 가운데 7번째로 발견된 고분으로, 백제 무령왕과 그 왕비의 능이다. 1971년 7월 7일 처음 발굴되었다. 지석이 발견되어 축조연대를 분명히 제시해주었기 때문에 삼국 시대 고고학 편년연구의 기준 자료가 되고 있으며, 국보로 지정된 금제관식, 금제뒤꽂이, 금제 심엽형이식(귀걸이), 지석, 석수, 청동신수경 등을 포함하여 총 2900여 점의 많은 유물이 출토되었으며, 국립공주박물관이 대부분 보관하고 있다. 무령왕릉을 포함한 공주 송산리 고분군은 사적 13호로 지정되어 있다. 위치는 충청남도 공주시 금성동(옛지명 : 송산리)이다. 1990년대 초기까지만 일반 방문객들은 모여서 요청하면 관리자가 동행하여 고분 안의 유리벽으로 막힌 석실 바로 앞에 고분의 벽돌 바닥면을 밟으며 유적 관람이 가능하였다.